# Касколовка
Касколовка — река в России, протекает в Кингисеппском районе Ленинградской области.
Исток — северо-восточнее платформы Тикопись, северо-западнее Веймарна, западнее реки Азика. Течёт на запад, трижды пересекает трассу Нарва. Протекает через деревню Тикопись. На окраине Кингисеппа принимает левый приток — Вангус, после чего поворачивает на север, где пересекает объездную Кингисеппа.
Устье реки находится в 57 км от устья реки Луги, западнее деревни Малый Луцк. Длина реки составляет 16 км.

## Данные водного реестра
По данным государственного водного реестра России относится к Балтийскому бассейновому округу, водохозяйственный участок реки — Луга от в/п Толмачево до устья, речной подбассейн реки — подбассейн отсутствует. Относится к речному бассейну реки Нарва (российская часть бассейна).
Код объекта в государственном водном реестре — 01030000612102000026596.